# Lantmännen Reppe
Lantmännen Reppe AB var ett svenskt livsmedelsföretag. Företaget grundades 1876 i Räppe i Kronobergs län av lokala entreprenörer, och har funnits på samma plats sedan starten. 1886 började Reppe tillverka glukossirap. 1897 tog Cloetta över fabriken och ägde den till 1994 då Sveriges Stärkelseproducenters förening blev ny ägare. 2004 tog Lantmännen över fabriken. Efter 2010 fick tillverkningen lönsamhetsproblem och fabriken lades ner 2018. 

## Historik
Lantmännen Reppe AB:s fabrik i Räppe utvecklades från en äldre stärkelsefabrik. Reppe Stärkelsefabriks Aktiebolags bolagsordning från den 4 augusti 1876 beskriver verksamheten med "idka fabriksrörelse för tillverkning af potatis-stärkelse och gryn". Bergkvara sålde 1897 fabriken till Cloetta.
Under 1950- och 1960-talets rationaliseringar upphörde de flesta av landets stärkelsefabriker. Tidigare fanns sex anläggningar med tillverkning av glykos. Från 1956 återstod bara fabrikerna i Reppe och Lyckeby. AB Cloetta sålde 1994 fabriken i Räppe till Sveriges Stärkelseproducenters förening (Lyckeby Stärkelsen). Bolagets årsomsättning var 1994 70 Mkr med 22 anställda. 2004 blev Reppe AB ett helägt dotterbolag till Lantmännen.
Företagets produktion bestod i huvudsak av fem produkter av vete: glukossirap, vitalt vetegluten, etanol för human konsumtion, torkad och modifierad stärkelse samt biprodukten foderråvara. Produkterna används av livsmedelsindustrin och pappersindustrin. Företaget var känt som den sista svenska tillverkaren av det klassiska livsmedlet sagogryn.
Företaget fanns i Räppe och i Lidköping i Västra Götalands län. Företagets båda enheter hade tillsammans cirka 60 anställda jämnt fördelat mellan orterna. Reppe AB blev 2004 ett helägt dotterbolag till Lantmännen, där bolaget ingick i affärsområde Invest. Omsättningen uppgick 2010 till 285 miljoner kronor.
Företaget största produktion nåddes kring 2008/2009. Företaget sålde glukos till både Danmark och Finland. Vid EU-inträdet förändrades marknaden totalt och tidigare trogna kunder flyttade sin verksamhet utomlands. Andra började importera glukos. Transportkostnaderna var fördyrande då råvaran, veteslurry, kördes från Lidköping. Den ökade konkurrensen och nedläggning av svenska konfektyr-fabriker samt glassfabriker  resulterade i dålig lönsamhet. Beslut om nedläggning fattades slutligen. Sista driftåret 2018 hade anläggningen 30 anställda i Räppe. Sista glukosen levererades till Cloetta i januari 2019. 2019 fanns en begränsad personalstyrka på plats som arbetade med avvecklingen. Dessa var till hjälp när Smålands museum utarbetade en rapport om företaget kulturhistoriska värde.